# Własatica
Własatica (bułg. Власатица) – wieś w Bułgarii, w obwodzie Wraca, w gminie Wraca. W 2024 roku liczyła 387 mieszkańców.